# Vilhelm Bardenfleth
Vilhelm Bardenfleth, född den 18 juli 1850 i Köpenhamn, död där den 6 september 1933, var en dansk jurist och politiker, son till Carl Emil Bardenfleth.
Bardenfleth blev student 1868 och cand. jur. från Köpenhamns universitet 1874. Han blev 1879 anställd som fullmäktig i Indenrigsministeriet, där han 1899 avancerade till expeditionssekreterare.
Han rörde sig i grundtvigska kretsar och mötte där den senare konseljpresidenten Tage Reedtz-Thott, som 1894 utnämnde honom till kultusminister.
Vid bildandet av ministären Hørring 1899 blev han inrikesminister och fick under sin ämbetsperiode markanta politiska resultat igenom - bland annat olycksförsäkringslagen, lagen om kommuners upphöjelse till köpstäder och frihamnslagen.
En måned efter att han hade lämnat ministerposten blev han, i september 1899, utnämnd till amtmand i Vejle, vilket han var ända till 1921. Vilhelm Bardenfleth är begraven på Frederiksberg Ældre Kirkegård.